# Stork (Wetter)
Der Stork ist ein von Wald- und Ackerflächen geprägtes Gebiet in der Gemarkung Grundschöttel im Stadtteil Volmarstein von Wetter (Ruhr).
Das Gebiet liegt südlich des Berufsbildungswerks Volmarstein und nördlich der Bundesautobahn 1. Es ist Teil des Landschaftsschutzgebiet 2.3.1 Silschede und Schmandbruch im gültigen Landschaftsplan des Ennepe-Ruhr-Kreises für den Raum Ennepetal, Gevelsberg und Schwelm. Zu ihm zählt der Siepen des Berger Bachs. Ein Teilstück der Schlebusch-Harkorter Kohlenbahn verlief hier.
Die Ausweisung des Storks zum „Gewerbegebiet Am Stork“ ist vor Ort umstritten. So protestieren die Ortsgruppe Wetter/Herdecke des Bunds für Umwelt und Naturschutz Deutschland und seit 2009 die Interessengemeinschaft Stork gegen das Vorhaben. Anfang 2014 wurde eine Normenkontrollklage gegen den Bebauungsplan erhoben. Der Plan wurde 2014 vom Oberverwaltungsgericht NRW in Münster für ungültig erklärt.